# Tady hlídám já
Tady hlídám já je česká rodinná filmová komedie z roku 2012 natočená režisérem Jurajem Šajmovičem. Film vypráví o příhodách malé dívky a dospělých z města s novým psem a na pobytu v přírodě.
Film byl uveden na Mezinárodním festivalu pro děti a mládež ve Zlíně 30. května 2012, o den později se dostal na plátna českých kin.

## Děj
Pořízením jezevčíka hyperaktivní dceři Kačence (V. Divišová) způsobil její dědeček (P. Nový) v rodině úspěšného chemika změnu plánů na svatební cestu. Rodina místo toho vyrazí na dovolenou na Šumavu, kde Kačenka najde dospělé přátele, kteří jí rozumějí, a všem, zejména rodičům (V. Javorský jako možný nastávající otčím a J. Ježková) převrátí život vzhůru nohama. Navíc Kačenku s její maminkou sblíží i se spolehlivým a přírodymilovným Ivanem (L. Vaculík).
Pes Hugo přitom do děje zasahuje též komentáři, stylizovanými tak, že jim rozumí jen Kačenčina dětská fantazie.

## Produkce
Film se natáčel na Šumavě, v Praze a na Křivoklátsku.

## Ocenění a ohlas
Na 44. filmovém a televizním festivalu Oty Hofmana získal film hlavní cenu.
Mirka Spáčilová ho pochválila jako ojedinělý ve svém dříve často produkovaném žánru, byť mu vytkla rozvláčnost, občasná hluchá místa a také některé herecké výkony (Jitka Ježková, Iva Pazderková). Také recenze v Deníku film vyzdvihuje zejména proto, že podobných „rodinných filmů, které se poctivě zamýšlejí nad realitou dnešních partnerských vztahů a přáním dětí, jež vůči sobě často stojí v protikladu“, je málo. Tomáš Miklica naopak pro magazín Cinema film označil za chaotický, téměř bez souvislého děje. Z hereckých výkonů vyzdvihl Lukáše Vaculíka a Pazderkovou. Jan Jaroš pro Filmserver odsoudil u ženských představitelek sklon ke karikování s tolerantním dodatkem, že film náleží mezi „příjemně oddechové, prázdninové filmy“.
Slovenský magazín Kinema hodnotí kladně scénář jako velmi vhodný a přínosný pro dětské publikum a k filmu se celkově vyjadřuje převážně pozitivně.
Spáčilová i Miklica zároveň upozorňují na velmi blízkou tematickou spřízněnost s filmem Jak dostat tatínka do polepšovny, časté je také srovnání jeho hlavní dětské hvězdy Tomáše Holého s Divišovou, to ale podle Miklici neuspěje kvůli menšímu talentu Divišové.

## Obsazení
| Veronika Divišová  | Kačenka               |
| Vladimír Javorský  | Věroslav Herian       |
| Jitka Ježková      | Julie Kozáková        |
| Lukáš Vaculík      | Ivan Pelikán          |
| Pavel Nový         | Mojmír Kozák          |
| Simona Stašová     | Radka Svobodová       |
| Iva Pazderková     | Milada Herianová      |
| Lukáš Latinák      | Štefan Štefík         |
| Klára Jandová      | Lenka Pelikánová      |
| Ester Kočičková    | učitelka              |
| Veronika Poláčková | Kája                  |
| Petr Jablonský     | lanovkář              |
| Šárka Vaculíková   | sestřička v nemocnici |
| Matouš Ruml        | hlas Huga             |